# Ceroptera lacteipennis
Ceroptera lacteipennis är en tvåvingeart som först beskrevs av Villeneuve 1916.  Ceroptera lacteipennis ingår i släktet Ceroptera och familjen hoppflugor. Inga underarter finns listade i Catalogue of Life.